# Njorjoektjaj (vlakte)
Njorjoektjaj (Russisch: Нёрюктяй, Jakoets: Нөруктээйи; Njoroekteëji) is een vlakte in de oeloes Megino-Kangalasski van de Russische autonome republiek Sacha (Jakoetië). Het ligt op de rechteroever en in het dal van de rivier de Lena. Het gebied wordt in het westen begrensd door deze rivier en in het oosten door de hoge afbraakoever van de Lena. De vlakte heeft een lengte van ongeveer 35 kilometer en een maximale breedte van 4 kilometer.
In de vlakte liggen een aantal plaatsen met in totaal ruim 15.000 mensen: Een deel van de plaats Nizjni Bestjach en de dorpen Pavlovsk, Chaptagaj en Rassoloda.